# 森鼻武芳
森鼻 武芳（もりはな たけよし、1915年（大正4年）9月9日 - 1998年（平成10年）10月6日）は日本の大蔵官僚、銀行家。北海道銀行頭取を17年間務めたほか、全国地方銀行協会副会長や日本カーリング協会会長、北海道公安委員会委員長等も務めた。

## 人物
東京出身。1941年に旧制東京商科大学（一橋大学の前身）を卒業し、大蔵省入省。理財局属。入省同期には柏木雄介（東京銀行頭取、財務官）、加治木俊道（関西電力副社長、証券局長）、塩崎潤（総務庁長官、経済企画庁長官、主税局長、国税庁次長）らがおり、のちにこれらのメンバーとともに太平洋戦争開戦に備えた敵産管理法案の策定作業をおなこなった。1954年5月15日に理財局外債課長。1957年7月20日に大臣官房秘書課長。1960年8月25日に為替局総務課長。1962年5月10日に横浜税関長。1963年6月1日に大臣官房財務調査官（関税局担当）。
1965年に初代頭取の島本融から招かれ、北海道銀行入行。1967年頭取就任。本支店の一体化をすすめたほか、預金量3000億円を目指す「二十周年ビジョン」を打ち出した。同ビジョンは高度経済成長の追い風もあり達成され、さらに1978年には預金量1兆円を達成した。頭取在任期間は17年の長期にわたり、その間北海道銀行の業容を広げ、同行を名実共に北海道拓殖銀行に次ぐ北海道第2位の銀行とした。1984年に頭取を退き、会長に就任した。後任の頭取は堀寛副頭取（元大蔵省大臣官房審議官）。
大学同期の大塚武（のち北洋相互銀行社長）が1964年から1967年まで日本銀行札幌支店長として札幌に赴任してきたとき、森鼻が北海道銀行専務を務めており、それ以来、大塚が1983年に神威岳で遭難死するまで、森鼻と大塚はゴルフや碁をともに行う友達であった。

## 略歴
- 1941年 旧制東京商科大学卒業
- 1965年5月 北海道銀行専務
- 1967年11月 北海道銀行頭取（第3代）
- 1984年 北海道銀行会長
- 1986年 社団法人北海道開発問題調査会会長（第2代） 兼任
- 1986年 北海道経済連合会副会長 兼任
- 1989年 地下無重力実験センター社長（初代） 兼任
- 1991年5月 北海道銀行 取締役相談役
- 1991年7月 カナダ名誉通商代表（第2代）
- 1992年7月 北海道公安委員会委員長
- 1993年6月 北海道銀行相談役
- 1998年10月 脳梗塞のため東京都杉並区の病院で死去、享年83
  - 日本カーリング協会会長、北海道カナダ協会長、財団法人北海道銀行中小企業人材育成基金理事長、北海道経済同友会幹事、北海道カーリング協会会長等も務めた。

## 論文等
- 「日本経済の航路図(私の主張)」経済人. 35(3) [1981.03]
- 「経済協力と日本」経済研究. 13(2) [1962.04]
- 「漸く解決した在外仏貨公債の処理」時の法令. (通号 232) [1957.02.03]
- 「火力借款」明窓. 4(10) [1954.01]
- 「外資導入と外資法」法律のひろば. 6(12) [1953.12]
- 「火力借款の内容と問題点」経団連月報. 1(12) [1953.12]
- 「外資導入の現況と新措置」旬刊時の法令解説. (通号 73) [1952.09]
- 「国際技術の提携問題-下-」ジュリスト. (通号 3) [1952.02]
- 「国際技術の提携諸問題-下-」ジュリスト. (通号 3) [1952.02]
- 「外資導入について」Chamber. (通号 25) [1952.02]
- 「国際技術の提携問題-上-」ジュリスト. (通号 2) [1952.01]